# سابینا شیخلینسکایا
سابینا شیخلینسکایا (ترکی آذربایجانی: Səbinə Şixlinskaya؛ متولد ۲۶ آوریل ۱۹۶۲، در باکو)، یک زن هنرمند، و نمایشگاه‌گردان مستقل اهل جمهوری آذربایجان است. او در نقاشی، فیلم و عکاسی فعالیت می‌کند. او به خاطر نقاشی‌های اولیه مدرنیستی‌اش مشهور است، او در دهه ۱۹۹۰ به هنر معاصر روی آورد. او یکی از پیشگامان هنرهای مفهومی در جمهوری آذربایجان است. کارهای شیخلینسکایا به بررسی مشکلات فعلی در رابطه بین فرد و جامعه می‌پردازد. در پروژه‌های هنری سرپرستی سابینا شیخلینسکایا، موضوع اجتماعی نیز دارای اولویت بالایی است.
شیخلینسکایا در پروژه‌های هنری خود به بررسی مسائل اجتماعی اهمیت زیادی می‌دهد و هنر خود را به عنوان ابزاری برای نمایش و تبادل اندیشه درباره مسائل مهم جامعه استفاده می‌کند. او با استفاده از نقاشی، فیلم‌سازی و عکاسی تلاش می‌کند تا به بررسی ارتباطات انسانی و مشکلات اجتماعی معاصر بپردازد.
کارهای هنری سابینا شیخلینسکایا تاثیرگذاری بالایی در نقدهای اجتماعی و فرهنگی دارند و به بهبود وضعیت اجتماعی و فرهنگی جامعه کمک می‌کنند. او هنر خود را به عنوان یک وسیله برای آگاهی‌بخشی و تشویق به تفکر کریتیکال درباره مسائل معاصر مورد استفاده قرار می‌دهد و از اهمیت هنر به عنوان یک وسیله ارتباطی برای تبادل اندیشه و تاثیر در جامعه بهره می‌برد.
سابینا شیخلینسکایا با استفاده از هنر خود، به تبدیل اندیشه‌ها و احساسات به تجربه‌های ویژه‌ای می‌پردازد. کارهای هنری او، معمولاً معناهای چندگانه و عمیقی دارند و مخاطبان را به تفکر و تأمل در مسائل اجتماعی و انسانی وادار می‌کنند. او در پروژه‌های خود به بررسی موضوعاتی چون هویت فردی و جمعیتی، تعاملات انسانی، تغییرات اجتماعی، و اثرات فرهنگی می‌پردازد.
سابینا شیخلینسکایا همچنین از اهمیت بالایی به مسائل اجتماعی و انسانی در جامعه خود برخوردار است و از هنر خود به عنوان یک وسیله برای ارتقاء افکار عمومی و آگاهی درباره این مسائل استفاده می‌کند. کارهای او به عنوان یک زبان بی‌کلام برای بیان احساسات، ارتباطات انسانی، و تأمل در موضوعات جامعه شناخته می‌شوند و به تحلیل مشکلات و چالش‌های اجتماعی برای ایجاد تغییر و بهبود در جوامع کمک می‌کنند.
از آثار شیخلینسکایا می‌توان به تأثیرگذاری بر هنر معاصر و نقد جوامع معاصر اشاره کرد. او با استفاده از توانایی‌های هنری خود، پیام‌هایی قدرتمند را به مخاطبان منتقل می‌کند و نقش مهمی در توسعه هنر مفهومی و هنر معاصر در جمهوری آذربایجان و جهان دارد.